# 向德
向德（1901年—1985年），又名向恭俭，湖南衡山人，中国实业家。

## 生平
向德以联考第一名的成绩毕业于湖南公学(湖南大学前身)。他精通德语、英文和日语。 曾参加北伐，和接收汉阳兵工厂工作。后投入煤气机研究和制造工作。成功研制了以木炭为原料的煤气汽车发动机。他先后在武汉，桂林和上海开办新华煤气车公司。抗日战争时期，汽油短缺，公路运输车几乎全靠向德式煤气汽车发动机。因此，向德曾获中央政府金匾褒奖。向德煤气机还远销欧美，南洋和非洲。抗战胜利后，向德还开办了新华木材厂，新华骨粉肥料厂，新华米厂和新华发动机厂等。 
第二次国共内战期间，向德加入了中共地下党外围组织。中共执政初期，为稳定市场和恢复生产作出贡献。作为湖南工商界代表，向德曾多次获得毛泽东和周恩来的嘉奖和会见。
中共占领长沙后，曾任长沙市第一任常务副市长，中国民主建国会中央常委，全国工商联常务委员。1954年，当选第一届全国人民代表大会代表。
1957年反右运动期间，中共中央统战部部长李维汉在北京南河沿全国政协俱乐部专门找了荣毅仁、盛丕华、向德（湖南省工商联主任委员），请他们吃饭。席间，李维汉说：“毛主席说了，你们三人不打右派，但要回去好好检查。”  后来，向德还是被华国峰领导下的湖南省委划为右派。
1978年，获平反。任湖南省民主建国会主委，湖南省工商联主委。1978年 - 1985年，任湖南省政协副主席。